# Jean-Pierre Castillon
Pour les personnes ayant le même patronyme, voir Castillon.
Jean-Pierre Bernard Castillon, né le 8 juillet 1828, à Merville, et mort le 9 novembre 1885, à Dijon, est un prélat catholique français, évêque de Dijon.

## Biographie
Jean-Pierre Bernard Castillon est né le 8 juillet 1828, à Merville, dans la Haute-Garonne.
Il est ordonné prêtre le 9 juin 1855 pour le diocèse de Toulouse.
Il est l'auteur d'un ouvrage sur l'archiconfrérie de Saint-Joseph (1882), sur la préparation à la "bonne mort", ainsi que d'une adresse aux sénateurs sur un projet de loi (1884).
Nommé évêque de Dijon le 5 février 1885, il est confirmé à ce ministère, le 27 mars 1885, et consacré, le 25 juillet 1885, à Toulouse, par Florian Desprez, cardinal-prêtre de l'église Saints-Marcellin-et-Pierre-du-Latran et archevêque de Tours.
Il meurt le 9 novembre 1885, soit trois mois et quinze jours près sa consécration, à Dijon, en Côte-d'Or.

## Armes
De gueules à la croix tréflée d'argent chargée en cœur d'une tour du même cantonnée de 12 besans d'or, ceux en chef mal ordonnés, ceux en pointes 2 et 1 ; au chef cousu d'azur chargé d'une étoile d'or chargée elle même d'un M de sable.